# Lancey Foux
 (octobre 2022).
La mise en forme du texte ne suit pas les recommandations de Wikipédia : il faut le « wikifier ».
Les points d'amélioration suivants sont les cas les plus fréquents. Le détail des points à revoir est peut-être précisé sur la page de discussion.
- Les titres sont pré-formatés par le logiciel. Ils ne sont ni en capitales, ni en gras.
- Le texte ne doit pas être écrit en capitales (les noms de famille non plus), ni en gras, ni en italique, ni en « petit »…
- Le gras n'est utilisé que pour surligner le titre de l'article dans l'introduction, une seule fois.
- L'italique est rarement utilisé : mots en langue étrangère, titres d'œuvres, noms de bateaux, etc.
- Les citations ne sont pas en italique mais en corps de texte normal. Elles sont entourées par des guillemets français : « et ».
- Les listes à puces sont à éviter, des paragraphes rédigés étant largement préférés. Les tableaux sont à réserver à la présentation de données structurées (résultats, etc.).
- Les appels de note de bas de page (petits chiffres en exposant, introduits par l'outil «  Source ») sont à placer entre la fin de phrase et le point final[comme ça].
- Les liens internes (vers d'autres articles de Wikipédia) sont à choisir avec parcimonie. Créez des liens vers des articles approfondissant le sujet. Les termes génériques sans rapport avec le sujet sont à éviter, ainsi que les répétitions de liens vers un même terme.
- Les liens externes sont à placer uniquement dans une section « Liens externes », à la fin de l'article. Ces liens sont à choisir avec parcimonie suivant les règles définies. Si un lien sert de source à l'article, son insertion dans le texte est à faire par les notes de bas de page.
- La présentation des références doit suivre les conventions bibliographiques. Il est recommandé d'utiliser les modèles {{Ouvrage}}, {{Chapitre}}, {{Article}}, {{Lien web}} et/ou {{Bibliographie}}. Le mode d'édition visuel peut mettre en forme automatiquement les références.
- Insérer une infobox (cadre d'informations à droite) n'est pas obligatoire pour parachever la mise en page.

Pour une aide détaillée, merci de consulter Aide:Wikification.
Si vous pensez que ces points ont été résolus, vous pouvez retirer ce bandeau et améliorer la mise en forme d'un autre article.
Lancey Foux (/lænsi foʊ/), nom de scène de Lance O. Omal , né le 30 novembre 1995 à Londres,, est un rappeur, chanteur, auteur-compositeur, réalisateur artistique et mannequin britannique.

## Enfance
Lance O. Omal est né à Londres d'une mère et d'un père d'origine ougandaise. Il a passé la majeure partie de son enfance à Newham, dans l'est de Londres.

## Carrière

### 2015-2017: débuts sur internet et débuts en solo
Lancey Foux a commencé sa carrière musicale en 2015 en freestylant sur des prods YouTube depuis sa chambre[source secondaire souhaitée]. Dans la même année, il sort son premier album en studio Pink. Deux semaines plus tard, il sort un single intitulé About It[source secondaire souhaitée]. Plus tard dans la même année, il sort son deuxième album studio TEEN SKUM[source secondaire souhaitée]. Après deux ans de sortie de singles sur SoundCloud, il sort un album studio collaboratif avec le producteur anglais Nyge intitulé First Day at Nursery[source secondaire souhaitée].

### 2018:Too Far Alive et Pink II
Début 2018, Foux commence à utiliser un style différent, cela se fait ressentir sur l'album Too Far Alive . Trois mois plus tard, il sort Pink II, la suite de son premier album, on retrouve le rappeur britannique Skepta en feat sur "Dyed 2WICE"  , ainsi que le rappeur américain Lil Gnar sur "Gnarly Boyz". Il a rapidement fait partie de la tournée SK LEVEL Europe de Skepta.

### 2019:Friend or Foux
Foux performe au festival hip-hop américain Rolling Loud en 2019 et est mannequin pour Jordan et A-COLD-WALL *, MISBHV, Trapstar et le gala de bienfaisance Fashion for Relief 2019 de Naomi Campbell. Le projet Friend or Foux sort le 6 décembre 2019,, ce qui lui permet d'écouler toutes les places de son premier spectacle à O2 Islington, deux jours plus tard.

### Depuis 2020
En 2020, des mois après la sortie de son projet Friend or Foux, Lancey annule prématurément sa tournée en raison de la pandémie de COVID-19. Plus tard en juin, il sort deux singles liés au mouvement Black Lives Matter intitulés TIME FOR WAR !i et RELAX !i.
En décembre 2020, Lancey Foux sort le single Poison en featuring avec son ami proche, Bakar.
En janvier 2021, Lancey Foux sort Steelo Flow, le deuxième single de son prochain album. Un mois plus tard, Lancey Foux sort un nouveau son intitulé DONT TALK, qui est le premier single de sa Mixtape FIRST DEGREE,.
En novembre 2021, Omal publie la mixtape LIVE.EVIL. Le projet compte deux feats avec des rappeurs américains, Lil Yachty sur le troisième morceau OUTTAMYMIND! et 24kGoldn sur le dernier morceau BIG SWAG, sorti avant le projet.
En janvier 2022, Omal est mannequin pour la marque 1017 ALYX 9SM de Matthew M Williams à Milan, en Italie.

## Vie privée
Omal sort avec le mannequin britannique Leomie Anderson depuis 2016.

## Discographie
Albums en studio
| Nom                             | À propos de l'album                                                                |
| ------------------------------- | ---------------------------------------------------------------------------------- |
| Pink                            | - Sortie : 9 septembre 2015 - Format : digital, streaming                          |
| TEEN SKUM                       | - Sortie : 29 novembre 2015 - Format : streaming                                   |
| First Day at Nursey (avec Nyge) | - Sortie : 14 juillet 2017 - Format : digital, streaming                           |
| Too Far Alive                   | - Sortie : 12 décembre 2018 - Format : streaming                                   |
| Pink II                         | - Sortie : 6 juillet 2018 - Format : digital, streaming                            |
| FRIEND OR FOUX                  | - Sortie : 6 décembre 2019 - Label : Universal Music - Format : digital, streaming |
| LIFE IN HELL                    | - Sortie : 28 octobre 2022 - Format : digital, streaming                           |

Mixtapes
| Titre        | À propos de l'EP                                                                    |
| ------------ | ----------------------------------------------------------------------------------- |
| FIRST DEGREE | - Sortie : 12 mars 2021 - Label : Universal Music - Format : digital, streaming     |
| LIVE.EVIL    | - Sortie : 19 novembre 2021 - Label : Universal Music - Format : digital, streaming |